# 광덕 (당)
광덕(廣德, 763년 7월 ~ 764년)은 당나라(唐) 대종(代宗) 이예(李豫)의 첫번째 연호이다. 1년 6개월 가량 사용하였다.

## 개원
- 보응(寶應) 2년 7월 11일[1](763년 8월 24일)에 연호를 광덕(廣德)으로 개원함.[2][3][4][5]

- 광덕(廣德) 3년 1월 1일[6](765년 1월 26일)에 연호를 영태(永泰)로 개원함.[2][3][4][5]

## 연대 대조표
| 광덕       | 원년       | 2년        |
| 서기(西紀) | 763년      | 764년      |
| 간지(干支) | 계묘(癸卯) | 갑진(甲辰) |

## 동시대 연호

### 한국
발해(渤海)
- 대흥(大興) (737년 ~ 793년)

### 중국
남조(南詔)
- 찬보종(贊普鍾) (752년 ~ 768년)

### 일본
- 덴표호지(天平寶字) (757년 ~ 765년)

## 같이 보기
- 다른 왕조의 같은 연호
  - 대리국(大理國) 광덕(廣德, 953년 ~ 967년)

- 중국의 연호 목록